# 캐럴라인 돌러하이드
캐럴라인 돌러하이드(Caroline Dolehide,1998년 9월 5일 ~)는 미국의 프로 테니스 선수이다. 그녀는 2023년 10월 2일 세계 41위로 최고 단식 랭킹을 달성했으며, 2024년 8월 26일 복식 랭킹 9위를 달성했다. 돌러하이드는 WTA 투어 복식 타이틀 2개와 WTA 125 복식 타이틀 1개, 그리고 ITF 여자 서킷에서 단식 8개, 복식 9개를 포함하여 총 17개의 타이틀을 획득했다.
그녀의 WTA 투어 단식 최고 성적은 과달라하라 WTA 1000 결승 진출이었고, 복식에서는 캐나다에서 디지레이 크라프치크와 함께 우승했다. 돌러하이드는 복식에서 6차례 메이저 대회 준결승에 진출했다: 바니아 킹과 함께 2019년 US 오픈에서, 스톰 샌더스와 함께 2022년 US 오픈에서; 장솨이와 함께 2021년과 2023년 윔블던에서; 그리고 디지레이 크라프치크와 함께 2024년 롤랑 가로스와 윔블던에서.
돌러하이드는 주니어 시절 복식에서 두 차례 그랜드 슬램 대회 결승에 진출하기도 했다. 그녀는 2017년 7월 WTA 투어에 데뷔했으며, 2021년 3월 멕시코 몬테레이 오픈에서 첫 복식 타이틀을 획득했다. 돌러하이드는 또한 2018년 프랑스 오픈에서 첫 메이저 경기에서 승리했다. 그녀는 공격적인 플레이 스타일을 가지고 있으며, 특히 포핸드에서 강력한 그라운드스트로크 위너를 칠 수 있는 능력을 가지고 있다.

## 어린 시절 및 배경
돌러하이드는 시카고 교외에서 자랐으며, 5살 때부터 테니스를 시작했다. 그녀에게는 코트니라는 언니가 있는데, UCLA에서 대학 테니스를 했고, UT 오스틴에서 여자 테니스를 코치했으며, 2018년 조지타운에서 남녀 테니스 수석 코치가 되었다. 그녀의 여동생 스테파니도 테니스를 하며, 웨스트포인트에 진학하기로 했다. 그녀의 남동생 브라이언은 플로리다 애틀랜틱 대학교에서 대학 골프를 한다.
돌러하이드는 6살 때부터 유소년 코치 톰 로크하트와 함께 훈련했다. 돌러하이드는 힌스데일 중앙 고등학교에 2학년까지 다니다가, 플로리다로 이주하여 미국 테니스 협회(USTA)의 USTA 내셔널 캠퍼스에서 훈련했다. 이때부터 그녀는 전 호주 프로 테니스 선수인 스티븐 허스와 함께 훈련하기 시작했다. 돌러하이드는 UCLA에서 테니스를 하기로 구두로 약속했지만, 결국 대학 진학을 포기하고 프로 선수 경력을 추구하기로 결정했다.

## 경력

### 주니어
2014년, 돌러하이드는 US 오픈 여자 단식 부문 준결승에 진출했으며, 본선 진출을 위해 예선전을 거쳐야 했다. 그녀는 토너먼트에서 상위 10위권 시드 중 3명을 이겼는데, 여기에는 1회전에서 마르케타 본드로우쇼바를 꺾었지만, 결국 우승자 마리 부즈코바에게 패했다. 그해 말, 그녀는 에디 허 챔피언십과 오렌지 볼의 8강에도 진출했는데, 이 두 대회는 권위 있는 등급 1 토너먼트였다. 이는 그녀가 다음 여름에 ITF 주니어 세계 랭킹 16위로 최고 랭킹에 오르는 데 도움이 되었다. 돌러하이드는 그 후 왼발 골절로 인해 2015년 US 오픈과 그 시즌의 나머지 대부분 경기에 참가하지 못했다. 이 부상으로 인해 그녀는 랭킹을 계속 올리지 못했다.
주니어 시절, 돌러하이드는 단식보다 복식에서 더 성공적이었다. 2015년 4월, 그녀는 에나 시바하라와 파트너를 맺어 USTA 국제 스프링 챔피언십에서 우승했으며, 이는 등급 1 대회에서의 유일한 타이틀이었다. 다음 주, 이 두 사람은 이스터 볼에서 또 다른 결승에 진출했지만, 이번에는 소피아 케닌과 케이티 스완에게 패했다. 주니어 경력의 마지막 몇몇 토너먼트에서, 돌러하이드는 두 차례 메이저 준우승이라는 최고의 성과를 달성했는데, 첫 번째는 카테리나 스튜어트와 함께 2015년 프랑스 오픈에서, 두 번째는 케일라 데이와 함께 2016년 US 오픈에서였다.

### 2016–17: ITF 서킷 타이틀 및 WTA 투어 8강, 톱 150 진입
돌러하이드는 2015년 후반에 왼발 골절로 경기에 불참한 후 2016년부터 ITF 여자 서킷에서 정기적으로 뛰기 시작했다. 6월에는 버펄로에서 열린 1만 달러 토너먼트에서 단식과 복식 모두 우승하며 첫 프로 타이틀을 획득했다. 다음 해에는 7월 위니펙 대회를 포함하여 2만5천 달러급 대회에서 두 개의 타이틀을 더 얻었다. 그 달 후반에 돌러하이드는 스탠퍼드 클래식 예선을 통과하여 WTA 투어 본선에 데뷔했다. 그녀는 세계 48위 오사카 나오미를 상대로 투어 수준 첫 승리를 거두었지만, 다음 라운드에서 동포 매디슨 키스에게 패했다. 이러한 성공으로 그녀는 처음으로 WTA 랭킹 200위 안에 들었다.
2017년 US 오픈 이후, 돌러하이드는 퀘벡 투어에서 첫 WTA 투어 8강에 진출하여 2017년 9월 18일 개인 최고 랭킹인 137위에 올랐다.
돌러하이드는 또한 주니어 US 오픈 파트너 케일라 데이와 함께 스탠퍼드에서 복식 경기에 출전했다. 이 두 사람은 2월에 이미 ITF 서킷에서 두 차례 결승에 진출하여 한 차례 우승을 차지했으며, WTA 투어 복식 데뷔전에서 준결승에 진출하여 함께 성공을 이어갔다. 이 두 사람은 또한 US 오픈 와일드카드를 받았는데, 복식 그랜드 슬램 데뷔전에서 10번 시드 베테랑 복식 전문가인 애비게일 스피어스와 카타리나 스레보트니크를 꺾었다. 몇 주 후, 돌러하이드는 베테랑 마리아 이리고옌과 함께 아비에르토 탐피코에서 10만 달러 타이틀을 획득하며 이 성과를 이어갔는데, 이 승리로 그녀는 WTA 복식 랭킹 100위 안에 들며 한 해를 마쳤다.

### 2018: 메이저 & WTA 1000 단식 데뷔

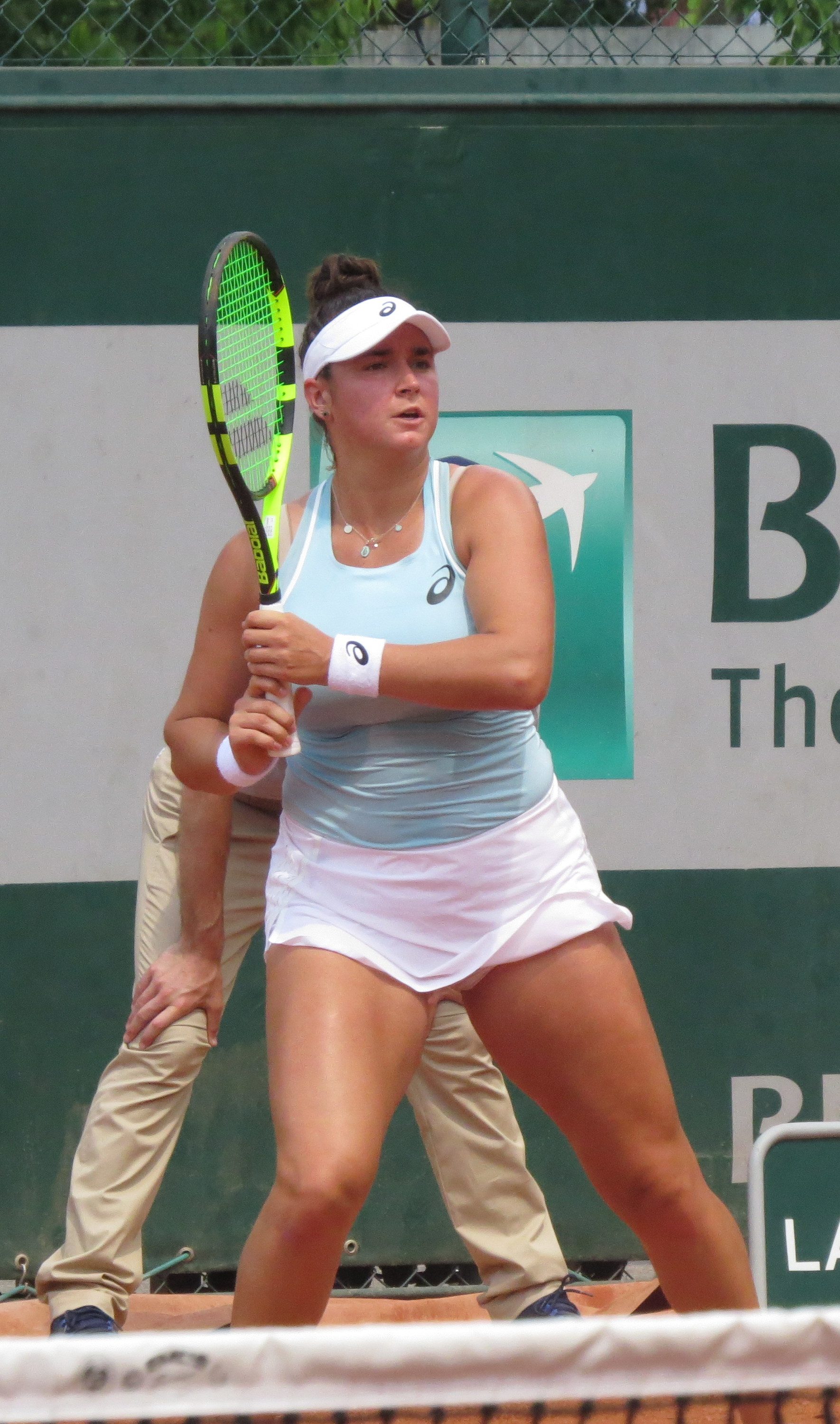
2018년 프랑스 오픈의 돌러하이드

2018년 3월, 돌러하이드는 인디언웰스 오픈 본선 와일드카드를 받았다. 그녀는 이 대회에서 프리미어 맨더토리 토너먼트에서 첫 두 경기를 이겼는데, 2회전에서 30위 도미니카 치불코바를 상대로 승리했다. 또한 세계 1위 시모나 할렙과의 3회전 경기에서 세 세트까지 몰아붙였다. 돌러하이드는 클레이 코트 시즌에서도 좋은 기세를 이어갔는데, 인디언 하버 비치에서 6만 달러 대회를 우승하며 그녀 경력 중 가장 큰 타이틀을 획득했다.
그녀는 프랑스 오픈 예선을 통과하며 클레이 코트 시즌을 마무리했다.
단식 메이저 본선 데뷔전에서 돌러하이드는 빅토리야 골루비치를 이겼지만, 다음 경기에서 매디슨 키스에게 패했다. 그 후 몇 달 동안 그녀는 윔블던에서 럭키 루저로, US 오픈에서는 본선 직행으로 데뷔했지만, 두 대회 모두 1회전에서 패했다. 그녀는 또한 크리스티나 맥헤일과 함께 US 오픈 복식 본선 와일드카드를 받아 3회전에 진출했다.

### 2019–21: US 오픈 & 윔블던 준결승, WTA 투어 타이틀 및 복식 톱 25 진입
US 오픈 이후, 돌러하이드는 2019년 4월 2만5천 달러 대회에서 바르보라 크레이치코바에게 준우승하기 전까지는 단식 대회에서 여러 본선 경기를 이기지 못했다. 그럼에도 불구하고, 6만 달러 대회 타이틀에서 얻은 포인트를 방어했기 때문에 200위 밖으로 밀려났다. 돌러하이드는 상반기 복식에서 더 좋은 성적을 거두어 두 차례 10만 달러 대회 결승에 진출했다. 그녀는 우수에 마이타네 아르코나다와 함께 플로리다 보니타 스프링스에서 준우승했고, 제니퍼 브레이디와 함께 서비턴 트로피에서 우승했다. 돌러하이드는 계속해서 단식에서 고전했으며, 2019년 8월 12일 단식 랭킹에서 최저 283위까지 떨어졌다.
그녀의 경기력은 페루 리마에서 열린 2019년 팬아메리칸 게임에서 두 개의 메달을 획득한 후 크게 반등하기 시작했다. 첫 번째는 복식 금메달로, 우수에 아르코나다와 짝을 이루어 1991년 하바나에서 팸 슈라이버와 도나 페이버 이후 처음으로 팬아메리칸 게임 여자 복식에서 금메달을 획득한 20대 듀오가 되었다. 다음 날, 돌러하이드는 단식에서 2위를 차지하며 은메달을 추가했다.
돌러하이드는 2019년 콩코드 오픈 6만 달러 대회에서 올해 첫 단식 타이틀을 획득했다. 그 후 US 오픈 예선을 통과했지만, 올해 유일한 WTA 투어 경기에서 18위 왕창에게 패했다. 복식에서는 동포 바니아 킹과 파트너를 맺어 올해 최고의 성적을 거두었다. 이 두 사람은 14번 시드 팀인 류드밀라 키체노크와 옐레나 오스타펜코를 이기고 준결승에 진출했지만, 결국 우승자인 엘리스 메르텐스와 아리나 사발렌카에게 패했다. 이 성과로 돌러하이드는 복식 72위까지 상승했다. 연말이 되기 전, 그녀는 찰스턴 프로에서 또 다른 6만 달러 타이틀을  획득하여 단식 랭킹 200위권 안으로 복귀했다.
돌러하이드는 아시아 무함마드와 파트너를 맺어 2021년 몬테레이 오픈에서 그녀의 첫 WTA 투어 복식 타이틀을  획득했는데, 결승에서 헤더 왓슨과 정사이사이를 스트레이트 세트로 이겼다.

### 2022: 호주 오픈 데뷔, 복식 US 오픈 준결승
그녀는 호주 오픈과 WTA 1000 과달라하라 오픈에 예선 통과 후 단식 데뷔를 했다.
복식에서는 호주 오픈 8강, US 오픈 준결승에 진출했는데, 스톰 헌터와 파트너를 맺었다.

### 2023: WTA 1000 결승 및 단식 톱 50 진입, 복식 메이저 준결승
2023년, 돌러하이드는 안나 칼린스카야와 파트너를 맺어 호주 오픈에서 연속으로 8강에 진출했다.
랭킹 206위의 그녀는 2023년 몬테레이 오픈에서 줄 니마이어와 안나 카롤리나 슈미들로바를 꺾고 예선 통과 선수로서 2017년 퀘벡 시티 이후 처음으로 두 번째 WTA 투어 수준의 8강에 진출했다. 그 결과, 그녀는 랭킹에서 약 40계단 상승했다.
그녀는 찰스턴 오픈에서 사빈 리시츠키와 린다 프루흐비르토바를 꺾고 16강에 진출했지만, 결국 우승자인 온스 자베르에게 패했다.
그녀는 2023년 5월 22일 세계 랭킹 99위로 단식 톱 100에 데뷔했는데, 플로리다 네이플스에서 6만 달러 타이틀을 획득한 후였다.
그녀는 장솨이와 함께 윔블던 복식 준결승에 진출했지만, 3번 시드 엘리스 메르텐스와 스톰 헌터에게 패했다.
과달라하라 오픈에서 그녀는 경력상 두 번째로 WTA 1000 3회전에 진출했다. 다음으로, 그녀는 8번 시드 예카테리나 알렉산드로바를 꺾고 첫 WTA 1000 단식 8강에 진출했다. 그 후, 그녀는 마르티나 트레비잔을 이기고 약 세 시간의 접전 끝에 첫 WTA 투어 준결승에 진출했다. 그녀는 2019년 신시내티에서 세계 153위였던 스베틀라나 쿠즈네초바 이후, 세계 111위로 톱 100 밖 랭킹으로 WTA 1000 준결승에 진출한 여덟 번째 선수이자 가장 낮은 랭킹의 선수가 되었다. 소피아 케닌과의 경기에서 승리하고 결승에 진출함으로써, 그녀는 2009년 형식 도입 이후 WTA 1000 토너먼트 수준에서 두 번째로 낮은 랭킹의 결승 진출자가 되었다(쿠즈네초바 다음). 그녀는 또한 2023년에 WTA 1000 대회에서 라이바키나, 칼리니나, 삼소노바, 고프, 무초바에 이어 여섯 번째로 첫 결승에 진출한 선수였다. 형식 시작 연도인 2009년을 제외하면 2018년에만 더 많은(최고 7개) 선수가 있었다. 그 결과, 그녀는 2023년 9월 25일 새로운 개인 최고 랭킹인 톱 45로 약 70계단 상승했다. 같은 토너먼트에서, 단식 8강 경기 직후 그녀는 미유 카토와 알딜라 수트지아디를 한 시간 만에 꺾고 아시아 무함마드와 함께 준결승에 진출했다. 그 후 그들은 톱 시드이자 결국 우승자인 엘리스 메르텐스와 스톰 헌터에게 패했다.

### 2024: 메이저 준결승, WTA 1000 타이틀 및 복식 세계 9위
디지레이 크라프치크와 파트너를 맺어 WTA 1000 카타르 레이디스 오픈 결승에 진출했지만, 루이사 스테파니와 크라프치크의 전 파트너인 데미 쉬어스에게 패했다.
프랑스 오픈에서 그녀는 크라프치크와 함께 이 대회에서 처음으로 준결승에 진출했지만, 코코 고프와 카테리나 시니아코바에게 패했다. 패배에도 불구하고, 그녀는 2024년 6월 10일 복식 세계 18위로 톱 20에 데뷔했다.
노팅엄 오픈에서 그녀는 와일드카드 프란체스카 존스에게 1회전에서 패했다.
버밍엄 클래식에서 그녀는 럭키 루저로 본선에 진출했는데, 두 번의 매치 포인트를 막아내고 카롤리나 플리스코바를 꺾고, 5번 시드 엘리스 메르텐스를 기권으로 꺾고 8강에 진출했지만, 결국 우승자인 율리아 푸틴체바에게 패했다. 크라프치크와 파트너를 맺어 윔블던 준결승에 진출했지만, 2번 시드인 가브리엘라 더브라우스키와 에린 루트리프에게 패했다.
미국 여름 시즌 초반, WTA 500 워싱턴 오픈에서 돌러하이드는 레시아 추렌코, 2번 시드 다리아 카사트키나 그리고 아만다 아니시모바를 꺾고 준결승에 진출했지만, 결국 우승자인 파울라 바도사에게 패했다.
그녀는 크라프치크와 함께 캐나다 오픈에서 첫 WTA 1000 복식 타이틀을  획득했으며, 2024년 8월 12일 랭킹에서 세계 12위에 올랐다. 신시내티 오픈에서 크라프치크와 함께 2회전에 진출한 후, 2024년 8월 19일 복식 랭킹 톱 10에 진입했으며, 일주일 뒤인 2024년 8월 27일에는 세계 9위에 올랐다. 단식에서는 같은 토너먼트에서 본선 와일드카드를 받았지만, 예선 통과자인 테일러 타운센드에게 패했다. US 오픈에서 그녀는 11번 시드 대니엘 콜린스를 상대로 대회 첫 단식 승리를 기록했지만, 2회전에서 사라 에라니에게 패했다.
광저우 오픈에서 돌러하이드는 럭키 루저 엘레나 프리단키나, 2번 시드 마리 부즈코바, 7번 시드 제시카 보우사스 마네이로를 꺾고 1년여 만에(2023년 과달라하라 이후) 첫 단식 결승에 진출했으며, 준결승에서는 루시아 브론제티를 상대로 4번의 매치 포인트를 막아냈다. 결승에서는 올가 다니로비치에게 스트레이트 세트로 패했다. 그 결과, 그녀는 2024년 10월 28일 단식 랭킹에서 약 25계단 상승하여 톱 100에 복귀했으며, 대회 시작 당시 101위에 랭크되어 있었다.
디지레이 크라프치크와 파트너를 맺어 시즌 최종 대회인 WTA 파이널스에 참가했지만, 조별 예선에서 세 경기를 모두 패하며 탈락했다.

## 경기 스타일
돌러하이드는 공격적인 베이스라이너이다. 그녀는 강력한 서브와 파워풀한 그라운드스트로크로 많은 위너를 만들어내는 것으로 유명하다. 특히 포핸드는 그녀의 최고 샷 중 하나이며, 10대 시절부터 이미 매우 뛰어났다. 시시 벨리스는 2014년 오렌지 볼에서 돌러하이드를 만났는데, 당시 두 선수 모두 주니어였다. 벨리스는 돌러하이드가 다른 상대 선수들에 비해 "아마도 가장 세게 친다"고 말하며 "그녀의 서브는 정말 놀랍다"고 언급했다. 비너스 윌리엄스는 2018년 캐나다 오픈에서 돌러하이드를 이겼지만, "그녀는 정말 훌륭한 세컨드 서브를 가지고 있었다"고 평했다.

## 성과 타임라인
| W | F | SF | QF | #R | RR | Q# | P# | DNQ | A | Z# | PO | G | S | B | NMS | NTI | P | NH |

승패 기록에는 WTA 투어, 그랜드 슬램 토너먼트, 페드 컵/빌리 진 킹 컵, 올림픽 게임의 본선 결과만 포함된다.

### 단식
현재 2024년 차이나 오픈까지.
| 토너먼트              | 2016 | 2017 | 2018 | 2019 | 2020 | 2021 | 2022 | 2023 | 2024  | 2025 | SR          | W–L         | 승률        |
| --------------------- | ---- | ---- | ---- | ---- | ---- | ---- | ---- | ---- | ----- | ---- | ----------- | ----------- | ----------- |
| 그랜드 슬램 토너먼트  |      |      |      |      |      |      |      |      |       |      |             |             |             |
| 오스트레일리아 오픈   | A    | A    | Q2   | Q2   | Q3   | Q1   | 1R   | Q1   | 2R    | 2R   | 0 / 3       | 2–3         | 40%         |
| 프랑스 오픈           | A    | A    | 2R   | A    | Q1   | Q1   | Q2   | Q1   | 1R    |      | 0 / 2       | 1–2         | 33%         |
| 윔블던                | A    | A    | 1R   | Q2   | NH   | Q1   | A    | 1R   | 1R    |      | 0 / 3       | 0–3         | 0%          |
| US 오픈               | Q1   | Q1   | 1R   | 1R   | 1R   | Q3   | Q1   | 1R   | 2R    |      | 0 / 5       | 1–5         | 17%         |
| 승패                  | 0–0  | 0–0  | 1–3  | 0–1  | 0–1  | 0–0  | 0–1  | 0–2  | 2–4   | 1–1  | 0 / 13      | 4–13        | 24%         |
| WTA 1000              |      |      |      |      |      |      |      |      |       |      |             |             |             |
| 카타르 오픈           | A    | A    | A    | A    | A    | A    | A    | A    | 1R    | A    | 0 / 1       | 0–1         | 0%          |
| 두바이                | A    | A    | A    | A    | A    | A    | A    | A    | 1R    | A    | 0 / 1       | 0–1         | 0%          |
| 인디언웰스 마스터스   | A    | A    | 3R   | Q1   | NH   | Q2   | A    | Q2   | 3R    | 3R   | 0 / 3       | 6–3         | 67%         |
| 마이애미 마스터스     | A    | A    | A    | Q1   | NH   | Q1   | Q2   | A    | 1R    | Q1   | 0 / 1       | 0–1         | 0%          |
| 마드리드 마스터스     | A    | A    | Q1   | A    | NH   | A    | A    | A    | 3R    | 2R   | 0 / 2       | 3–2         | 60%         |
| 이탈리아 오픈         | A    | A    | A    | A    | NH   | A    | A    | A    | 1R    |      | 0 / 1       | 0–1         | 0%          |
| 캐나다 오픈           | A    | A    | 1R   | A    | NH   | A    | A    | A    | 1R    |      | 0 / 2       | 0–2         | 0%          |
| 신시내티 마스터스     | A    | Q1   | Q1   | A    | Q2   | A    | A    | A    | 1R    |      | 0 / 1       | 0–1         | 0%          |
| 과달라하라 오픈       | NH   | NH   | NH   | NH   | NH   | NH   | 1R   | F    | NMS   | NMS  | 0 / 2       | 5–2         | 71%         |
| 팬 퍼시픽 / 우한 오픈 | A    | A    | Q1   | A    | NH   | NH   | NH   | NH   | 1R    |      | 0 / 1       | 0–1         | 0%          |
| 차이나 오픈           | A    | A    | Q1   | A    | NH   | NH   | NH   | A    | 2R    |      | 0 / 1       | 0–1         | –           |
| 승패                  | 0–0  | 0–0  | 2–2  | 0–0  | 0–0  | 0–0  | 0–1  | 5–1  | 4–10  | 3–2  | 0 / 16      | 14–16       | 47%         |
| 경력 통계             |      |      |      |      |      |      |      |      |       |      |             |             |             |
|                       | 2016 | 2017 | 2018 | 2019 | 2020 | 2021 | 2022 | 2023 | 2024  | 2025 | SR          | W–L         | 승률        |
| 토너먼트              | 0    | 2    | 8    | 1    | 4    | 6    | 5    | 5    | 24    | 8    | 총 경력: 63 | 총 경력: 63 | 총 경력: 63 |
| 타이틀                | 0    | 0    | 0    | 0    | 0    | 0    | 0    | 0    | 0     | 0    | 총 경력: 0  | 총 경력: 0  | 총 경력: 0  |
| 결승 진출             | 0    | 0    | 0    | 0    | 0    | 0    | 0    | 1    | 1     | 0    | 총 경력: 2  | 총 경력: 2  | 총 경력: 2  |
| 총 승패               | 0–0  | 2–2  | 4–8  | 0–1  | 1–4  | 1–6  | 2–5  | 9–5  | 17–24 | 8–8  | 0 / 63      | 44–63       | 41%         |
| 연말 랭킹             | 347  | 148  | 128  | 154  | 151  | 195  | 172  | 42   | 82    |      | $2,284,419  | $2,284,419  | $2,284,419  |

### 복식
현재 2024년 과달라하라 오픈까지.
| 토너먼트             | 2017 | 2018 | 2019 | 2020 | 2021  | 2022 | 2023  | 2024  | SR     | W–L   | 승률  |
| -------------------- | ---- | ---- | ---- | ---- | ----- | ---- | ----- | ----- | ------ | ----- | ----- |
| 그랜드 슬램 토너먼트 |      |      |      |      |       |      |       |       |        |       |       |
| 오스트레일리아 오픈  | A    | A    | A    | QF   | 1R    | QF   | QF    | 2R    | 0 / 5  | 10–5  | 67%   |
| 프랑스 오픈          | A    | A    | A    | 2R   | 2R    | 2R   | 1R    | SF    | 0 / 5  | 7–5   | 58%   |
| 윔블던               | A    | Q1   | A    | NH   | SF    | A    | SF    | SF    | 0 / 3  | 12–3  | 80%   |
| US 오픈              | 2R   | 3R   | SF   | 1R   | QF    | SF   | 1R    | 2R    | 0 / 8  | 15–8  | 65%   |
| 승패                 | 1–1  | 2–1  | 4–1  | 4–3  | 8–4   | 8–3  | 7–4   | 10–4  | 0 / 20 | 44–21 | 68%   |
| WTA 1000             |      |      |      |      |       |      |       |       |        |       |       |
| 카타르 오픈          | A    | A    | A    | A    | A     | A    | A     | F     | 0 / 1  | 4–1   | 80%   |
| 두바이               | A    | A    | A    | A    | A     | A    | A     | 1R    | 0 / 1  | 0–1   | 0%    |
| 인디언웰스 마스터스  | A    | A    | A    | NH   | A     | A    | A     | 2R    | 0 / 1  | 1–1   | 50%   |
| 마이애미 마스터스    | A    | A    | A    | NH   | A     | A    | 1R    | 1R    | 0 / 2  | 0–2   | 0%    |
| 마드리드 마스터스    | A    | A    | A    | NH   | A     | A    | A     | QF    | 0 / 1  | 2–1   | 67%   |
| 이탈리아 오픈        | A    | A    | A    | NH   | A     | A    | A     | SF    | 0 / 1  | 3–1   | 75%   |
| 캐나다 오픈          | A    | A    | A    | NH   | A     | A    | A     | W     | 1 / 1  | 4–0   | 100%  |
| 신시내티 마스터스    | A    | 2R   | A    | 2R   | A     | 1R   | A     | 2R    | 0 / 4  | 3–3   | 50%   |
| 과달라하라 오픈      | NH   | NH   | NH   | NH   | NH    | A    | SF    | NMS   | 0 / 1  | 3–1   | 75%   |
| 차이나 오픈          | A    | A    | A    | NH   | NH    | NH   | A     | 1R    | 0 / 1  | 0–1   | 0%    |
| 우한 오픈            | A    | A    | A    | NH   | NH    | NH   | NH    | 2R    | 0 / 1  | 0–1   | 0%    |
| 경력 통계            |      |      |      |      |       |      |       |       |        |       |       |
| 총 승패              | 3–3  | 3–2  | 4–2  | 8–7  | 21–12 | 16–8 | 17–12 | 26–15 | 98–61  | 98–61 | 98–61 |
| 연말 랭킹            | 99   | 163  | 62   | 38   | 27    | 35   | 40    | 14    |        |       |       |

## 주요 결승전

### WTA 1000 토너먼트

#### 단식: 1회 (준우승)
| 결과 | 연도 | 토너먼트        | 서피스 | 상대 선수     | 점수     |
| ---- | ---- | --------------- | ------ | ------------- | -------- |
| 패   | 2023 | 과달라하라 오픈 | 하드   | 마리아 사카리 | 5–7, 3–6 |

#### 복식: 2회 (1회 우승, 1회 준우승)
| 결과 | 연도 | 토너먼트             | 서피스 | 파트너              | 상대 선수                             | 점수                  |
| ---- | ---- | -------------------- | ------ | ------------------- | ------------------------------------- | --------------------- |
| 패   | 2024 | 카타르 레이디스 오픈 | 하드   | 디지레이 크라프치크 | 데미 쉬어스 루이사 스테파니           | 4–6, 2–6              |
| 승   | 2024 | 캐나다 오픈          | 하드   | 디지레이 크라프치크 | 가브리엘라 더브라우스키 에린 루트리프 | 7–6(7–2), 3–6, [10–7] |

## WTA 투어 결승전

### 단식: 2회 (2회 준우승)
| 범례              |
| ----------------- |
| 그랜드 슬램 (0–0) |
| WTA 1000 (0–1)    |
| WTA 500 (0–0)     |
| WTA 250 (0–1)     |

| 서피스별 결승전 |
| --------------- |
| 하드 (0–2)      |
| 클레이 (0–0)    |
| 잔디 (0–0)      |

| 환경별 결승전 |
| ------------- |
| 야외 (0–2)    |
| 실내 (0–0)    |

| 결과 | W–L | 날짜        | 토너먼트                | 등급     | 서피스 | 상대 선수       | 점수     |
| ---- | --- | ----------- | ----------------------- | -------- | ------ | --------------- | -------- |
| 패   | 0–1 | 2023년 9월  | 과달라하라 오픈, 멕시코 | WTA 1000 | 하드   | 마리아 사카리   | 5–7, 3–6 |
| 패   | 0–2 | 2024년 10월 | 광저우 오픈, 중국       | WTA 250  | 하드   | 올가 다니로비치 | 3–6, 1–6 |

### 복식: 7회 (2회 우승, 5회 준우승)
| 범례              |
| ----------------- |
| 그랜드 슬램 (0–0) |
| WTA 1000 (1–1)    |
| WTA 500 (0–2)     |
| WTA 250 (1–2)     |

| 서피스별 결승전 |
| --------------- |
| 하드 (2–2)      |
| 클레이 (0–1)    |
| 잔디 (0–2)      |

| 환경별 결승전 |
| ------------- |
| 야외 (2–5)    |
| 실내 (0–0)    |

| 결과 | W–L | 날짜        | 토너먼트               | 등급     | 서피스 | 파트너              | 상대 선수                             | 점수                  |
| ---- | --- | ----------- | ---------------------- | -------- | ------ | ------------------- | ------------------------------------- | --------------------- |
| 승   | 1–0 | 2021년 3월  | 몬테레이 오픈, 멕시코  | WTA 250  | 하드   | 아시아 무함마드     | 헤더 왓슨 정사이사이                  | 6–2, 6–3              |
| 패   | 1–1 | 2021년 6월  | 노팅엄 오픈, 영국      | WTA 250  | 잔디   | 스톰 샌더스         | 류드밀라 키체노크 니노미야 마코토     | 4–6, 7–6(7–3), [8–10] |
| 패   | 1–2 | 2021년 10월 | 시카고 폴 클래식, 미국 | WTA 500  | 하드   | 코코 밴더웨이       | 크베타 페슈케 안드레아 페트코비치     | 3–6, 1–6              |
| 패   | 1–3 | 2022년 6월  | 노팅엄 오픈, 영국      | WTA 250  | 잔디   | 모니카 니쿨레스쿠   | 베아트리스 하다드 마이아 장솨이       | 6–7(2–7), 3–6         |
| 패   | 1–4 | 2024년 2월  | 카타르 레이디스 오픈   | WTA 1000 | 하드   | 디지레이 크라프치크 | 데미 쉬어스 루이사 스테파니           | 4–6, 2–6              |
| 승   | 2–4 | 2024년 8월  | 캐나다 오픈, 캐나다    | WTA 1000 | 하드   | 디지레이 크라프치크 | 가브리엘라 더브라우스키 에린 루트리프 | 7–6(7–2), 3–6, [10–7] |
| 패   | 2–5 | 2025년 3월  | 찰스턴 오픈, 미국      | WTA 500  | 클레이 | 디지레이 크라프치크 | 옐레나 오스타펜코 에린 루트리프       | 4–6, 2–6              |

## WTA 챌린저 결승전

### 복식: 1회 (우승)
| 결과 | W–L | 날짜       | 토너먼트                | 서피스 | 파트너          | 상대 선수                       | 점수          |
| ---- | --- | ---------- | ----------------------- | ------ | --------------- | ------------------------------- | ------------- |
| 승   | 1–0 | 2023년 6월 | 솔히로네스 오픈, 스페인 | 클레이 | 디아나 슈나이더 | 알리오나 볼소바 레베카 마사로바 | 7–6(7–5), 6–3 |

## ITF 서킷 결승전

### 단식: 12회 (8회 우승, 4회 준우승)
| 범례                       |
| -------------------------- |
| 6만 달러 토너먼트 (4–2)    |
| 2만5천 달러 토너먼트 (3–2) |
| 1만 달러 토너먼트 (1–0)    |

| 서피스별 결승전 |
| --------------- |
| 하드 (3–2)      |
| 클레이 (5–2)    |

| 결과 | W–L | 날짜        | 토너먼트                   | 등급   | 서피스 | 상대 선수             | 점수             |
| ---- | --- | ----------- | -------------------------- | ------ | ------ | --------------------- | ---------------- |
| 승   | 1–0 | 2016년 6월  | ITF 버펄로, 미국           | 10,000 | 클레이 | 로렌 헤링             | 6–1, 7–5         |
| 패   | 1–1 | 2016년 10월 | ITF 스틸워터, 미국         | 25,000 | 하드   | 대니엘 콜린스         | 0–1 ret.         |
| 승   | 2–1 | 2017년 2월  | ITF 서프라이즈, 미국       | 25,000 | 하드   | 대니엘 라오           | 6–3, 6–1         |
| 패   | 2–2 | 2017년 4월  | 샬러츠빌 오픈, 미국        | 60,000 | 클레이 | 매디슨 브렝글         | 4–6, 3–6         |
| 승   | 3–2 | 2017년 7월  | ITF 위니펙, 캐나다         | 25,000 | 하드   | 히비 마요             | 6–3, 6–4         |
| 승   | 4–2 | 2018년 4월  | ITF 인디언 하버 비치, 미국 | 60,000 | 클레이 | 이리나 바라           | 6–4, 7–5         |
| 패   | 4–3 | 2019년 4월  | ITF 펠햄, 미국             | 25,000 | 클레이 | 바르보라 크레이치코바 | 4–6, 3–6         |
| 승   | 5–3 | 2019년 8월  | 콩코드 오픈, 미국          | 60,000 | 하드   | 앤 리                 | 6–3, 7–5         |
| 승   | 6–3 | 2019년 10월 | ITF 찰스턴 프로, 미국      | 60,000 | 클레이 | 그레이스 민           | 6–2, 6–7(5), 6–0 |
| 승   | 7–3 | 2023년 4월  | ITF 보카 라톤, 미국        | 25,000 | 클레이 | 헤일리 밥티스테       | 6–4, 6–4         |
| 승   | 8–3 | 2023년 5월  | ITF 네이플스, 미국         | 60,000 | 클레이 | 율리아 스타로둡체바   | 7–5, 7–5         |
| 패   | 8–4 | 2023년 8월  | 렉싱턴 챌린저, 미국        | 60,000 | 하드   | 레나타 사라수아       | 6–1, 6–7(4), 5–7 |

### 복식: 13회 (9회 우승, 4회 준우승)
| 범례                       |
| -------------------------- |
| 10만 달러 토너먼트 (3–2)   |
| 8만 달러 토너먼트 (2–0)    |
| 6만 달러 토너먼트 (0–1)    |
| 2만5천 달러 토너먼트 (3–1) |
| 1만 달러 토너먼트 (1–0)    |

| 서피스별 결승전 |
| --------------- |
| 하드 (5–3)      |
| 클레이 (3–1)    |
| 잔디 (1–0)      |

| 결과 | W–L | 날짜        | 토너먼트                       | 등급    | 서피스   | 파트너                     | 상대 선수                                  | 점수                |
| ---- | --- | ----------- | ------------------------------ | ------- | -------- | -------------------------- | ------------------------------------------ | ------------------- |
| 승   | 1–0 | 2016년 6월  | ITF 버펄로, 미국               | 10,000  | 클레이   | 잉그리드 닐                | 소피 창 알렉산드라 뮬러                    | 5–7, 6–3, [10–6]    |
| 패   | 1–1 | 2017년 2월  | 미들랜드 테니스 클래식, 미국   | 100,000 | 하드 (i) | 케일라 데이                | 애슐리 와인홀드 케이틀린 워리스키          | 6–7(1), 3–6         |
| 승   | 2–1 | 2017년 2월  | 랜초 산타페 오픈, 미국         | 25,000  | 하드     | 케일라 데이                | 안헬리나 칼리니나 키아라 숄                | 6–3, 1–6, [10–7]    |
| 패   | 2–2 | 2017년 7월  | ITF 위니펙, 캐나다             | 25,000  | 하드     | 킴벌리 비렐                | 쿠와타 히로코 발레리아 사비니크            | 4–6, 6–7(4)         |
| 승   | 3–2 | 2017년 9월  | 아비에르토 탐피코, 멕시코      | 100,000 | 하드     | 마리아 이리고옌            | 케이틀린 크리스천 줄리아나 올모스          | 6–4, 6–4            |
| 승   | 4–2 | 2019년 4월  | ITF 펠햄, 미국                 | 25,000  | 클레이   | 우수에 마이타네 아르코나다 | 오아나 게오르게타 시미온 가브리엘라 탈라바 | 6–3 6–0             |
| 승   | 5–2 | 2019년 4월  | 도던 프로 클래식, 미국         | 80,000  | 클레이   | 우수에 마이타네 아르코나다 | 데스타니 아이아바 아스트라 샤르마          | 7–6(5), 6–4         |
| 패   | 5–3 | 2019년 5월  | 보니타 스프링스 챔피언십, 미국 | 100,000 | 클레이   | 우수에 마이타네 아르코나다 | 알렉사 과라치 에린 루트리프                | 3–6, 6–7(5)         |
| 승   | 6–3 | 2019년 6월  | 서비턴 트로피, 영국            | 100,000 | 잔디     | 제니퍼 브레이디            | 헤더 왓슨 야니나 위크마이어                | 6–3, 6–4            |
| 패   | 6–4 | 2019년 7월  | 호놀룰루 챔피언십, 미국        | 60,000  | 하드     | 우수에 마이타네 아르코나다 | 헤일리 카터 제이미 로브                    | 4–6, 4–6            |
| 승   | 7–4 | 2019년 10월 | 메이컨 테니스 클래식, 미국     | 80,000  | 하드     | 우수에 마이타네 아르코나다 | 자이미 푸어리스 발렌티니 그라마티코풀루    | 6–7(2), 6–2, [10–8] |
| 승   | 8–4 | 2020년 2월  | 미들랜드 테니스 클래식, 미국   | 100,000 | 하드 (i) | 마리아 산체스              | 발레리아 사비니크 야니나 위크마이어        | 6–3, 6–4            |
| 승   | 9–4 | 2021년 2월  | ITF 보카 라톤, 미국            | 25,000  | 하드     | 우수에 마이타네 아르코나다 | 카밀라 오소리오 코니 페린                  | 6–3, 6–4            |

## 주니어 그랜드 슬램 토너먼트 결승전

### 복식: 2회 (2회 준우승)
| 결과 | 연도 | 토너먼트    | 서피스 | 파트너            | 상대 선수                                 | 점수              |
| ---- | ---- | ----------- | ------ | ----------------- | ----------------------------------------- | ----------------- |
| 패   | 2015 | 프랑스 오픈 | 클레이 | 카테리나 스튜어트 | 미리암 콜로지에요바 마르케타 본드로우쇼바 | 0–6, 3–6          |
| 패   | 2016 | US 오픈     | 하드   | 케일라 데이       | 제이다 하트 에나 시바하라                 | 6–4, 2–6, [11–13] |

## 내용주
1. 1 2 3 4  2009년부터 2024년까지 올해의 첫 번째 프리미어 5 대회는 두바이 테니스 챔피언십과 카타르 레이디스 오픈 사이에서 번갈아 개최되었다. 두바이는 2009년부터 2011년까지 프리미어 5 대회로 분류되었고, 이후 2012년부터 2014년까지 도하가 그 뒤를 이었다. 2015년에는 두바이가 프리미어 5 지위를 되찾았고, 도하는 프리미어 지위로 강등되었다. 프리미어 5 토너먼트는 2021년에 WTA 1000 토너먼트로 재분류되었다.
2. ↑  2014년, 팬 퍼시픽 오픈은 프리미어 대회로 격하되었고 우한 오픈으로 대체되었다. 프리미어 5 토너먼트는 2021년에 WTA 1000 토너먼트로 재분류되었다.
3. ↑  2014: WTA 랭킹–1078, 2015: WTA 랭킹–해당 없음.